# Эсикхавини
Эсикхавини (англ. eSikhawini) — город на востоке Южно-Африканской Республики, на территории провинции Квазулу-Натал. Входит в состав района Утхунгулу.

## Географическое положение и климат
Город находится в восточной части провинции, вблизи побережья Индийского океана, на расстоянии приблизительно 160 километров к северо-востоку от административного центра провинции Питермарицбурга. Абсолютная высота — 39 метров над уровнем моря.

Среднегодовое количество осадков — 1087 мм. Наибольшее количество осадков выпадает в период с октября по март. Средний максимум температуры воздуха варьируется от 23 °C (в июле), до 28,6 °C (в феврале). Самым холодным месяцем в году является июль. Средняя минимальная ночная температура для этого месяца составляет 11,6 °C.

## Население
По данным официальной переписи 2001 года, население составляло 32 437 человек, из которых мужчины составляли 47,99 %, женщины — соответственно 52,01 %. Негры составляли 99,82 % от населения города; цветные — 0,15 %; белые — 0,02 %; азиаты — 0,01 %. Язык большинства населения (98,5 %) — зулу.